# مشهد أردهال

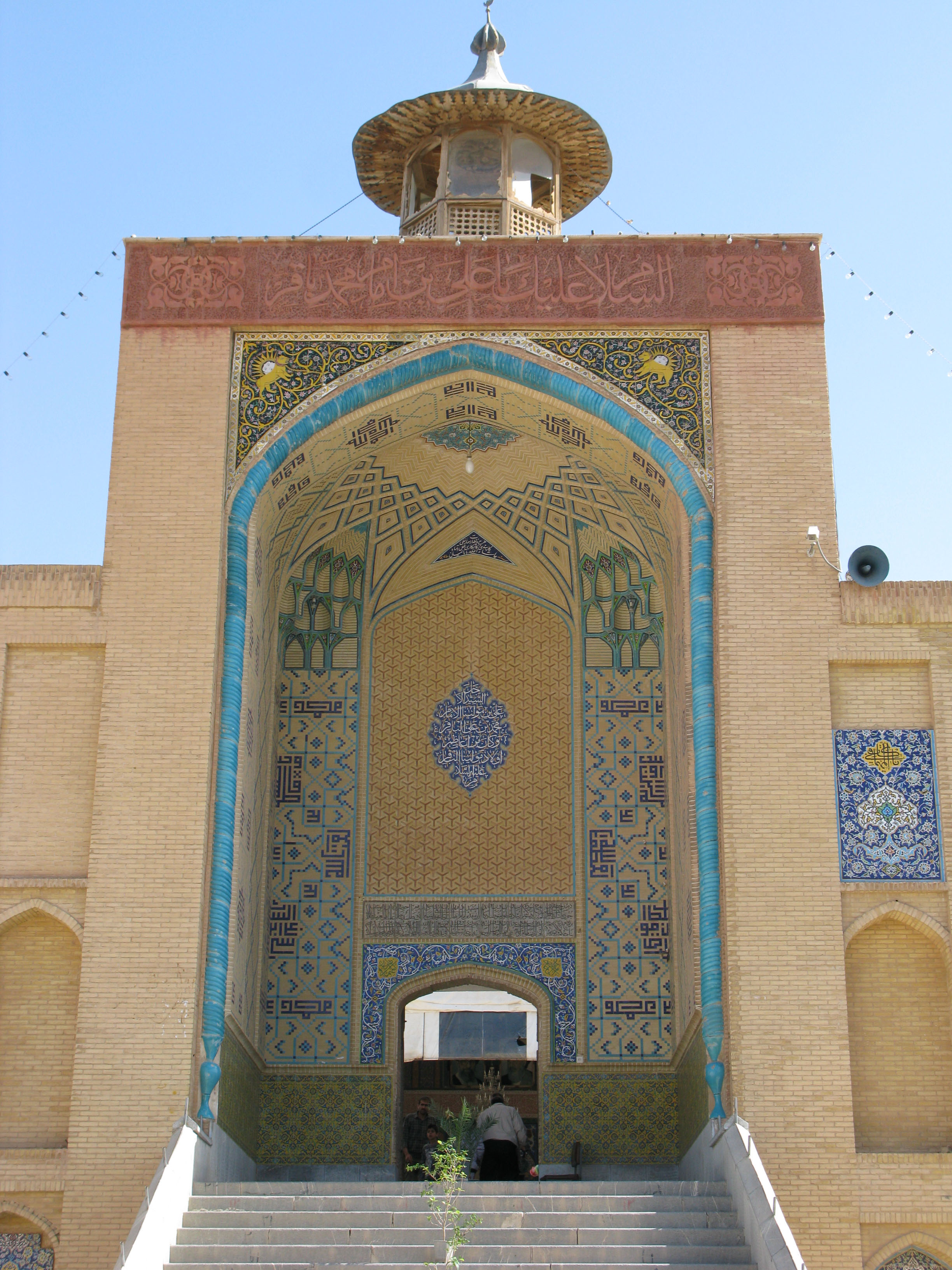
مشهد السلطان علي بن محمد الباقر.

مشهد أردهال هي قرية تقع في محافظة أصفهان في إيران ، تبعد نحو 42 كيلومترا عن مدينة كاشان.
توفي ودفن فيها سلطان علي بن محمد الباقر. كما دفن فيها الأديب والرسام سهراب سبهري.